# Bewholme
Bewholme is een civil parish in het bestuurlijke gebied East Riding of Yorkshire, in het Engelse graafschap East Riding of Yorkshire met 232 inwoners.